# Alloeorrhynchus myersi
Alloeorrhynchus myersi är en insektsart som beskrevs av Ernst Evald Bergroth 1927. Alloeorrhynchus myersi ingår i släktet Alloeorrhynchus och familjen fältrovskinnbaggar. Inga underarter finns listade i Catalogue of Life.